# Umori na podeželju
Umori na podeželju so britanska kriminalistično-dramska serija, ki jo ITV predvaja od leta 1997. Detektivska drama  se osredotoča na glavni lik policijskega inšpektorja Toma Barnabyja, igra ga John Nettles, in na njegov trud za razrešitev različnih zločinov, ki se zgodijo na izmišljenem angleškem podeželju Midsomerja. Serija temelji na kriminalnih romanih avtorice Caroline Graham in jo je izvirno priredil Anthony Horowitz.
Serijo je do 11. sezone v Sloveniji predvajal Kanal A, z dvanajsto sezono (z letnico 2009) pa je njegov izdajatelj, Pro Plus, serijo prestavil na POP TV. Nova, 13. sezona (2010-11) je prišla na spored v soboto, 8. januarja 2011 ob 17:15 in se je končala v soboto, 26. februarja 2011.
14.sezona se prične 3.junija 2012 ob 20:00 na RTVSLO 1.

## Igralska zasedba
- John Nettles - detektiv, višji policijski inšpektor Tom Barnaby (1997-2011)
- Daniel Casey - detektiv, narednik Gavin Troy (1997-2003, 2008)
- John Hopkins - detektiv, narednik Dan Scott (2004-2005)
- Jason Hughes - detektiv, narednik Ben Jones (2005-sedanjost)
- Jane Wymark - Joyce Barnaby (1997-2011)
- Laura Howard - Cully Barnaby (1997-1999; 2003-2011)
- Barry Jackson - dr. George Bullard (1997-sedanjost)
- Kirsty Dillon - detektivka (prej stražnica) Gail Stephens (2007-sedanjost)

## Seznam snemalnih lokacij
Med priljubljenimi snemalnimi lokacijami za Umore na podeželju spadajo Buckinghamshire, Beaconsfield, Amersham, Great Missenden, Prestwood, the Lee, Wendover, Stoke Poges, Princes Risborough, Turville, Long Crendon, Penn, Marlow, Denham, Bledlow, the Ashridge Estate, Aldbury, Little Gaddesden, Chesham, Latimer, Chenies, Hambleden, Haddenham, Waddesdon, Hertfordshire, Chipperfield, Flaunden, Bulbourne, Hadley Wood, Sarratt, Watford, Oxfordshire, Islip, Nettlebed, Henley on Thames, Wallingford, Dorchester, Waterstock, Little Haseley, Stoke Talmage, Stonor Park, Thame,  Aston in Bekonscot Model Village. (Poglejte na midsomermurders.net Arhivirano 2009-05-03 na Wayback Machine. za seznam snemalnih lokacij posamezne epizode. (angleško)